# 菲什霍克 (佛羅里達州)
菲什霍克（英語：FishHawk）是位於美國佛羅里達州希爾斯波羅縣的一個人口普查指定地區。

## 地理
菲什霍克的座標為27°51′10″N 82°12′31″W / 27.85278°N 82.20861°W，而該地最高點為海拔高度19米（即62英尺）。

## 人口
根據2010年美國人口普查的數據，菲什霍克的面積為42.40平方千米，當中陸地面積為42.00平方千米，而水域面積為0.40平方千米。當地共有人口14087人，而人口密度為每平方千米332人。